# اورکاس ویلیج (واشینگتن)
اورکاس ویلیج (به انگلیسی: Orcas Village) یک منطقهٔ مسکونی در ایالات متحده آمریکا است که در شهرستان سن خوان، واشینگتن واقع شده‌است.